# Asylum Records
Asylum Records es una compañía discográfica británica perteneciente a Warner Music Group.

## Historia
Asylum fue fundada en 1971 por David Geffen, operando como un sello de rock. Un año después, fue adquirida por Warner Communications, formando parte junto con Elektra Records de lo que sería "Elektra/Asylum Records." David Geffen permaneció al cargo de la compañía, hasta 1975, retirándose por problemas de salud.
Elekta/Asylum Records paso a llamarse Elektra Entertainment en 1989, mientras 'Asylum Records' se convirtió en una sucursal inferior. En 1992, Asylum fue reformada dentro de una discográfica de country con sede en Nashville, pero operando aun con Elektra.
Después de estar ináctivo varios años, Asylum renació en 2004. La nueva disquera se centra en el hip hop, y está dirigida por Warner Music Group.

## Artistas
- John Fogerty
- Alesha Dixon
- Anne-Marie
- Trae
- Partners-N-Crime
- Bob Dylan
- Hot Wright
- Paul Wall
- Mike Jones
- Bun B
- Charli XCX
- D4L
- Lil Boosie
- Webbie
- Geto Boys
- Lil Wyte
- Cam'Ron
- Juvenile
- Frayser Boy
- Z-Ro
- Scarface
- DukeDaGod
- Tom Waits
- Trae
- Ed Sheeran
- Rudimental
- Rita Ora
- Metallica (1986, Por Master Of Puppets)